# 7074 Muckea
A 7074 Muckea (ideiglenes jelöléssel 1977 RD3) a Naprendszer kisbolygóövében található aszteroida. Nyikolaj Sztyepanovics Csernih fedezte fel 1977. szeptember 10-én.